# Rectorado de la Universidad de Córdoba
El Rectorado de la Universidad de Córdoba es un edificio de carácter histórico situado en el municipio español de Córdoba, en la provincia homónima, comunidad autónoma de Andalucía. Se encuentra situado en el barrio de Ciudad Jardín, dando su fachada a la avenida Medina Azahara.

## Historia
El edificio fue concebido originalmente en 1914 como sede de la facultad de Veterinaria, entonces dependiente de Sevilla. El proyecto fue obra del arquitecto Gonzalo Domínguez Espúñez y constaba de dos grandes edificios y trece pabellones, de acuerdo al modelo que seguían los centros alemanes. La construcción se alargó considerablemente y no se finalizaría hasta 1936, levantándose solamente un edificio —el pabellón administrativo— con reformas respecto al proyecto original.
En julio de 1936, cuando el edificio ya se encontraba prácticamente terminado, estalló la Guerra Civil. Fue inmediatamente ocupado por las fuerzas sublevadas y se convirtió en polvorín, proceso durante el cual las instalaciones resultaron seriamente deterioradas. Acabada la contienda, las alteraciones en fábrica fueron subsanadas por el arquitecto Rafael de la Hoz Saldaña. En 1940 el edificio se recuperó para su uso original y al año siguiente comenzaría la actividad docente de veterinaria.
En 1997 la facultad se traslada al campus de Rabanales, tras lo cual el edificio fue sometido a varios proyectos de rehabilitación para su conversión en sede del Rectorado. Estos trabajos estuvieron dirigidos por el arquitecto Gerardo Olivares James, finalizándose las obras en 2008. 

## Características
Adscrito al denominado regionalismo neomudéjar, Alberto Villar de Movellán destaca la influencia en sus líneas arquitectónicas del regionalismo sevillano de Aníbal González, si bien «la obra de Domínguez Espúñez es original en cuanto que busca una síntesis de lo mudéjar y lo califal». En su fachada sobresale el empleo de elementos como zócalos de piedra y muros de ladrillo agramilado visto con decoraciones de azulejos. Para otros autores, en planta el edificio tiene un acusado carácter funcionalista cuya distribución espacial se abonaba a la línea seguida entonces por otras escuelas-clínicas veterinarias de Europa central.